# Kwotowanie
Kwotowanie – podstawowy instrument Wspólnej Polityki Unii Europejskiej, będący formą kontroli podaży produktów na jednolitym rynku europejskim.  Kwoty przydzielone poszczególnym państwom członkowskim są podzielone na kwoty hurtowe, kwoty sprzedaży bezpośredniej i kwoty rezerwy narodowej (wydzielone z ogólnej kwoty przyznanej danemu państwu i rozdzielane wśród producentów rozwijających produkcję lub przeżywających trudności ekonomiczne). Kwota hurtowa obejmuje do 98% kwoty rezerwy narodowej. Przekroczenie kwoty rezerwy narodowej powoduje nałożenie podatku specjalnego.